# Свети Никола (Чагор)
Вижте пояснителната страница за други значения на Свети Никола.
„Свети Никола“ (на македонска литературна норма: „Свети Никола“) е късносредновековна църква в бившето битолско село Чагор, част от Преспанско-Пелагонийската епархия на Македонската православна църква – Охридска архиепископия.
Църквата е от малкото останки на някогашния Чагорски манастир. Построена е в 1636 година. Стенописите в олтара вероятно са дело на майстори от Линотопската художествена школа.